# معاملة المثليين في ترانسنيستريا
يواجه الأشخاص من المثليين والمثليات ومزدوجي التوجه الجنسي والمتحولين جنسياً (اختصاراً: LGBT) في ترانسنيستريا تحديات قانونية لا يواجهها غيرهم من المغايرين جنسيا. جمهورية بريدنيستروفيا المولدافية (بالإنجليزية: Pridnestrovian Moldavian Republic)‏ هي جمهورية انفصالية غير معترف بها ولكن لها نظامها القضائي الخاص. بالنسبة للوضع القانوني للأفراد من مجتمع المثليين في مولدوفا، والذي تعترف معظم الدول بأن ترانسنيستريا جزء منها، انظر حقوق المثليين في مولدوفا.

## قانونية النشاط الجنسي المثلي
النشاط الجنسي المثلي بالتوافق قانوني في ترانسنيستريا، على الرغم من أن العديد من المصادر الأجنبية تقول أنه غير قانوني. تنص المادة 131 من قانون ترانسنيستريا الجنائي الذي دخل حيز التنفيذ في يونيو/حزيران 2002، على أن السدومية والعلاقات الجنسية بين النساء والنشاط الجنسي المغاير مع شخص يقل عمره عن ستة عشر عاماً يعتبر غير قانوني. ومع ذلك، فإن المقالة لا تنص على أن ارتكاب «السدومية والعلاقات الجنسية بين النساء» فوق 16 غير قانوني. جميع المقالات الأخرى المتعلقة بالجرائم الجنسية، مثل الاعتداء الجنسي والإكراه لأداء أعمال جنسية، قد أدرجت «(الجنس المغاير) النشاط الجنسي، السدومية والعلاقات الجنسية بين النساء» في نفس الفئة. لا توجد مواد أخرى في القانون الجنائي في ترانسنيستريا التي لديها قوانين منفصلة في معاقبة النشاط الجنسي المثلي، أو القيام السدومية أوالعلاقات الجنسية بين النساء.
على الرغم من هذا، فإن الأفراد من مجتمع المثليين يخضعون للتمييز من قبل الحكومة والمجتمع.

## الاعتراف القانوني بالعلاقات المثلية
لا تعرف ترانسنيستريا قانونيا بالعلاقات المثلية. وينص قانون الزواج والأسرة الذي دخل حيز النفاذ في عام 2002 على أن الزواج هو اتحاد طوعي بين الرجل والمرأة. لا يعترف القانون بأنواع أخرى من الشراكة لكل من الشركاء المثليين والشركاء المغايرين.

## ملخص
| قانونية النشاط الجنسي المثلي                                                             | / (قانوني بحكم القانون منذ عام 1992، غير قانوني بحكم الأمر الواقع) |
| المساواة في السن القانوني للنشاط الجنسي                                                  | (قانوني منذ عام 1992)                                              |
| قوانين مكافحة التمييز في التوظيف                                                         | No                                                                 |
| قوانين مكافحة التمييز في توفير السلع والخدمات                                            | No                                                                 |
| قوانين مكافحة التمييز في جميع المجالات الأخرى (تتضمن التمييز غير المباشر، خطاب الكراهية) | No                                                                 |
| قوانين جرائم الكراهية تشمل التوجه الجنسي والهوية الجندرية                                | No                                                                 |
| زواج المثليين                                                                            | (حظر زواج المثليين عبر تعريف الزواج بكونه اتحادا بين رجل وامرأة)   |
| الاعتراف القانوني بالعلاقات المثلية                                                      | No                                                                 |
| تبني أحد الشريكين للطفل البيولوجي للشريك الآخر                                           | No                                                                 |
| التبني المشترك للأزواج المثليين                                                          | No                                                                 |
| يسمح للمثليين والمثليات ومزدوجي التوجه الجنسي بالخدمة علناً في القوات المسلحة             |                                                                    |
| الحق بتغيير الجنس القانوني                                                               |                                                                    |
| علاج التحويل محظور على القاصرين                                                          | No                                                                 |
| الحصول على أطفال أنابيب للمثليات                                                         | No                                                                 |
| الأمومة التلقائية للطفل بعد الولادة                                                      | No                                                                 |
| تأجير الأرحام التجاري للأزواج المثليين من الذكور                                         | (محظور لجميع الأزواج بغض النظر عن التوجه الجنسي)                   |
| السماح للرجال الذين مارسوا الجنس الشرجي بالتبرع بالدم                                    | No                                                                 |